# Бреге, Абрахам-Луи
Абраха́м-Луи́ Бреге́ (фр. Abraham-Louis Bréguet, 10 января 1747 — 17 сентября 1823) — французский часовщик швейцарского происхождения, известен своими усовершенствованиями в часовом механизме и многими важными открытиями в области механики и физики; создатель марки «Breguet».

## Биография
Абрахам-Луи Бреге родился 10 января 1747 года в швейцарском городе Невшатель; потомок семьи, выселившейся из Франции после уничтожения Нантского эдикта. 

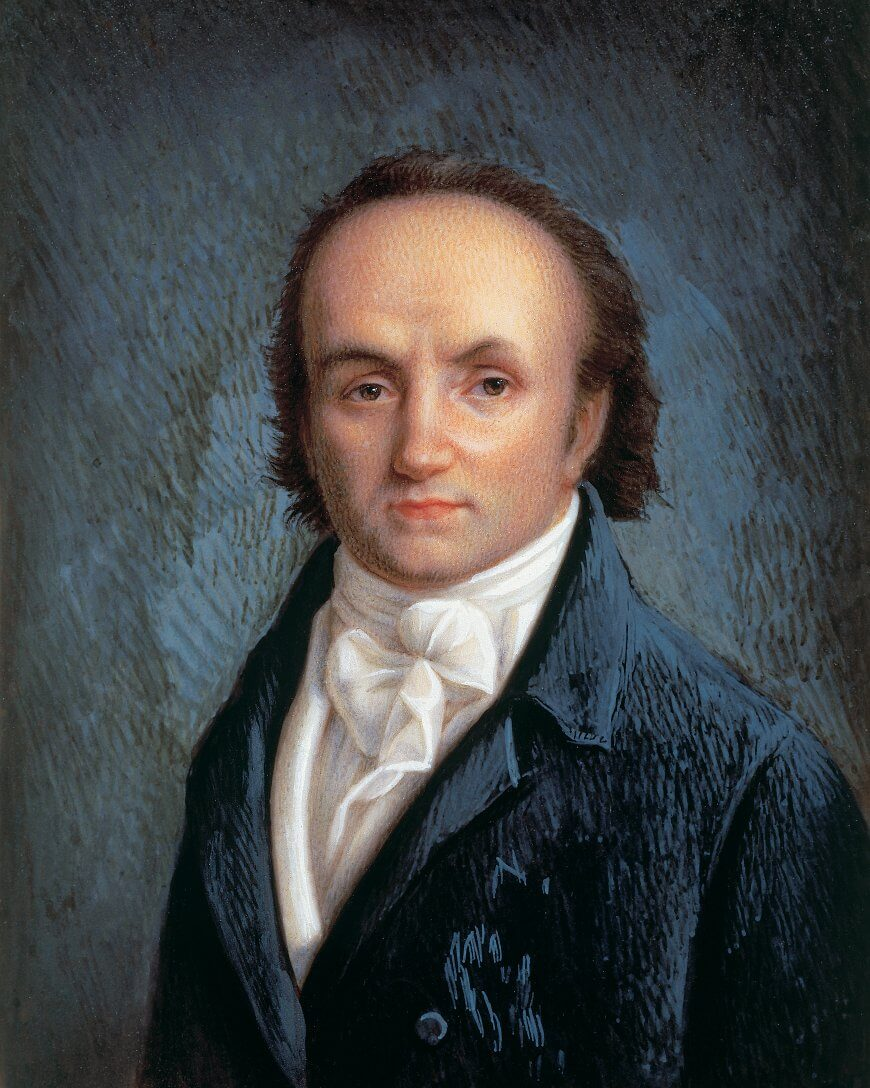
А.-Л. Бреге ~ 1800 год

В 12 лет, когда его отец ушёл из семьи, его мать вышла замуж за часовщика Йозефа Тотта. В 1762 году семья переехала в Париж. С 15 лет Абрахам-Луи работал в часовой мастерской отчима, обучался в колледже, где изучал в том числе и часовое мастерство, причём у отчима он работал без оплаты своего труда, целью была возможность экспериментировать с часовыми механизмами и изучать часовое ремесло непосредственно.
В 1775 году он женился, поселился на острове Сите, в парижском квартале часовых мастеров и открыл свой магазин.
Абрахам-Луи Бреге умер  17 сентября 1823 года в городе Париже и был погребён на кладбище Пер-Лашез.
Был членом Академии наук и Бюро по определению долгот, как затем и его внук Луи-Франсуа-Клеман Бреге, который продолжил дело деда. Последний приобрел известность своими трудами по физике и электротелеграфии, а его стрелочный телеграф использовался вплоть до первой половины XX века.
Его заслуги перед Францией были отмечены орденом Почётного легиона.

## Изобретения
- 1775–1780: Усовершенствовал механизм автоматического завода — его "вечные часы".
- 1783: Изобрёл гонг для репетирных часов, заменив громоздкие колокола.
- 1783: Создал фирменные стрелки "Бреге" (аiguilles à pomme) с полыми "лунными" наконечниками.
- 1787: Улучшил рычажный спуск, использовав его окончательную форму с 1814 года (актуален до сих пор).
- 1790: Изобрёл антишоковую систему "pare-chute".
- 1793: Разработал компактные часы с индикацией уравнения времени.
- 1794: Создал механизм ретроградной индикации.
- 1795: Изобрёл спираль Бреге (плоская балансная пружина с витком сверху).
- 1795: Разработал "Симпатические" часы — дорожные часы, которые заводили и синхронизировали карманные часы.
- 1799: Изобрёл тактильные часы "montre à tact", позволяющие определять время на ощупь.
- 1801: Патентовал турбийон — изобретение, созданное около 1795 года.
- 1802: Создал "echappement naturel" — хронометрический спуск с двойным колесом, не требующий смазки.
- 1821: Разработал "чернильный" хронограф совместно с Фредериком Луи Фаттоном.